# René Defossez
René Defossez (Spa, 4 oktober 1905 - Etterbeek, 20 mei 1988) was een Belgisch componist, muziekpedagoog en dirigent. Hij heeft bepaalde werken onder zijn pseudoniem: Chamaré gecomponeerd.

## Levensloop
Defossez kreeg zijn eerste piano- en vioollessen van zijn vader, Léon Defossez (1876-1951), componist, en violist in het orkest van het Casino van Spa; verder werd hij opgeleid aan de muziekschool van zijn geboortestad. Vanaf 1923 studeerde hij aan het Koninklijk Conservatorium Luik onder andere bij Carl Smulders (harmonieleer) en François Rasse (contrapunt en fuga). In 1935 nam hij met zijn cantate Le vieux soudard deel aan de Prix de Rome deel en won een eerste prijs.
Hij werkte vanaf 1936 als leraar muziektheorie aan het Koninklijk Conservatorium Luik, en in hetzelfde jaar werd hij violist in het Orchestre des Concerts Symphoniques de Spa. Maar al spoedig werd hij bij deze instelling dirigent. In 1937 werd hij dirigent van het orkest van de Koninklijke Muntschouwburg, waar hij na het overlijden van Maurice Corneil de Thoran in 1953 muziekdirecteur werd.
In 1946 nam hij ontslag als professor aan het conservatorium van Luik en werd hij, als opvolger van Désiré Defauw, professor orkestdirectie aan het Brusselse conservatorium. Hij was ook meerdere jaren jurylid van de Koningin Elisabethwedstrijd.
In 1959 stopte hij als dirigent van het orkest van de Koninklijke Muntschouwburg. Hij maakte vele concertreizen met verschillende orkesten door Europa (Marseille, Boekarest, Sofia, Athene, Ankara, enz.) en de Verenigde Staten. In 1963 was hij vertegenwoordiger van België bij het Wereldcongres van componisten te Moskou en in 1969 werd hij lid van de Académie royale des sciences, des lettres et des beaux-arts de Belgique.
Zijn hele carrière lang onderhield hij ook banden met de amateuristische blaasmuziekwereld, o.a. met La Royale Harmonie de Dison en vooral met La Royale Harmonie de Frameries, die hij dertig jaar leidde en waarmee hij in 1959 de eerste prijs behaalde op het Concours International van Vichy.
In 1972 was hij oprichter van de Kameropera van België en in 1974 ging hij voor twee jaar naar Mexico-Stad om aan het Conservatorio Nacional de Música de México orkestdirectie te doceren. Vervolgens was hij drie jaar in Cuba in dezelfde functie. Vanzelfsprekend gaf hij met de beste orkesten van de twee landen vele concerten.
In 1978 werd hem de Fugatrofee van de Unie van Belgische Componisten toegekend voor zijn inzet voor het muziekleven in België en voor zijn 20 jaar dirigentschap bij het orkest van de Koninklijke Muntschouwburg. Hij is Ridder in de Kroonorde en ereburger van Frameries en van zijn geboortestad Spa, waarvan de muziekacademie zijn naam draagt.
Defossez schreef diverse opera's, orkestwerken, een vioolconcert (1951), een concert voor twee piano's en orkest (1963), diverse koorwerken en kamermuziekwerken.

## Composities

### Werken voor orkest

#### Symfonieën
- 1935 Symphonie populaire wallone, voor klein orkest
- 1967 Mini-Symphonie, voor kamerorkest
- 1975 Sinfonietta de printemps

#### Concerten voor instrumenten en orkest
- 1934 Concert en La majeur, voor viool en orkest
- 1938 Variations sur deux thèmes d'Eugène Ysaÿe, voor piano en orkest
- 1942 Ballade, voor klarinet en orkest
- 1943 Recitativo e Allegro, voor trompet en orkest
- 1946 Mélopée et danse, voor klarinet en orkest
- 1951 Concert, voor viool en orkest
- 1956 Concert, voor piano en orkest
- 1956 Concert, voor 2 piano's en orkest
- 1965 Duo concertant, voor trompet, slagwerk en strijkorkest
- Trois pièces breves, voor dwarsfluit en orkest
  1. une larme
  2. un sanglot
  3. un sourir

#### Andere werken voor orkest
- 1927 Aquarium, drie impressies voor kamerorkest
- 1930 Images sous-marines, voor orkest
- 1935 Amaterasu, symfonische legende voor sopraan en orkest
- 1935 Poème romantique, voor strijkorkest
- 1936 Le culte sans parole, symfonisch gedicht voor orkest
- 1941 Adagio et scherzo, voor dwarsfluit en orkest
- 1942 Trois farces, voor kamerorkest
- 1946 Marche funèbre, voor orkest
- 1946 Marche solennelle, voor orkest
- 1947 Minutes heureuses, voor orkest
  1. Marche
  2. Pastorale
  3. Farandole
- 1948 Matin cynégétique, voor kamerorkest
- 1952 Moto perpetuo, voor orkest
- 1955 Thème et choral des Variations sur un thème de Roland Lassus, voor groot orkest
- 1963 Suite "Minutes", voor kamerorkest
- 1966 Le chasseur d'images, voor spreker en orkest - tekst: Jules Renard
- 1968 Arioso e moto perpetuo
- 1970 Fantaisie choreographique, voor orkest
- Fantaisie en forme de variations sur un theme suedois, voor orkest
- Joies Claires, voor orkest
- Le chevrier, symfonisch gedicht voor spreker en orkest
- Les provinciales, voor orkest
- Paraphrases pour 3 chants Wallons, voor orkest
- Pièces breves, voor orkest
- Radio pour tous, voor orkest
- Scherzetto, voor orkest

### Werken voor harmonie- en fanfareorkest
- 1948 Concert, voor trombone en harmonieorkest
- 1950 Triomfmars (Marche triomphale), voor harmonieorkest
- 1979 La Conquête de l'espace, voor harmonieorkest
  1. L'homme devant l'infini
  2. Les premiers essais
  3. London '44
  4. Le débarquement
  5. Marche funèbre
  6. La libération
  7. La fusée sur la lune
- Fanfare, voor fanfareorkest
- Fanfare Allegro-moderato, voor fanfareorkest
- Fanfare Wagnerienne, voor groot koperensemble
- Marche de la Wallonie, voor harmonie- of fanfareorkest
- Marche du Jumelage, voor harmonieorkest

### Oratoria en cantates en gewijde muziek
- 1933 La conversion de St. Hubert, cantate voor solisten gemengd koor en orkest - tekst: Henri Liebrecht
- 1935 Le vieux soudard, cantate - tekst: Michel Ghelderode
- 1974 La Saint Jean, voor gemengd koor
- 1986 La tour de Babel - Psaume n°133, voor gemengd koor en blazerskwintet
- In memoriam, cantate de circonstance voor mannenkoor

### Muziektheater

#### Opera's
| Voltooid in | titel                              | aktes        | première            | libretto                                                                                 |
| ----------- | ---------------------------------- | ------------ | ------------------- | ---------------------------------------------------------------------------------------- |
| 1938        | Le Subterfuge improvisé            | 1 akte       | 1941, Brussel, RTBF | Ramond Lebrun                                                                            |
| 1961        | Les Surprises de l'amour           | 1 akte       | 1961, Brussel, RTBF | Pierre Carlet de Marivaux, bewerkt door J. A. F. Poise, «La Surprise de l'amour», (1877) |
| 1963-1964   | A Chacun son mensonge              | 1 akte       | 1964, Brussel, RTBF | Eugène Labiche «Le misanthrope et l'auvergnat»                                           |
| 1976        | Thriller                           | 1 akte       | 1976, Brussel       | Charles Fraikin                                                                          |
| 1981        | Liège libertés, fresque historique | 10 taferelen | 1981, Brussel       | Jean Brumioul                                                                            |

#### Operette
| Voltooid in | titel           | aktes   | première | libretto        |
| ----------- | --------------- | ------- | -------- | --------------- |
| 1946        | L'amour est roi | 3 aktes |          | Marck en Calnay |

#### Balletten
| Voltooid in | titel                                   | aktes               | première | libretto         | choreografie |
| ----------- | --------------------------------------- | ------------------- | -------- | ---------------- | ------------ |
| 1942        | Floriante,                              | 1 akte, 2 taferelen |          |                  |              |
| 1950        | Le rêve de l'astronome                  | 1 akte, 2 taferelen | 1950     | van de componist |              |
| 1954        | Lumiere                                 |                     |          | Carlos Roty      |              |
| 1954        | Ouverture et lyrics des "Bals de Paris" |                     |          |                  |              |
| 1957        | Lilian                                  |                     | 1957     | Roger Broe       |              |
| 1965        | Le Pêcheur et son âme, oratorio-ballet  |                     |          | naar Oscar Wilde |              |
| 1970-1971   | Le Regard                               |                     |          |                  |              |
|             | Galop Tzigane                           |                     |          |                  |              |
|             | La mille et unieme nuit                 |                     |          |                  |              |
|             | Les Ciboules                            |                     |          |                  |              |
|             | Les Mousquets                           |                     |          |                  |              |

#### Toneelmuziek
- 1947 Le Sens du divin, 3 aktes - tekst: Maurice Lambilliote
- 1961 Venise ou l'impromptu de Marco Polo - tekst: Lanoux en Bérimont

### Werken voor koren
- 1930 Aux rives de l'étang, voor gemengd koor en piano - tekst: René Lyr
- 1932 La ronde, voor gemengd koor a capella - tekst: Paul Fort
- 1937 Lune, voor mannenkoor - tekst: Maurice Bouchoms
- 1938 Soleil, voor mannenkoor - tekst: Maurice Bouchoms
- 1947 Le triomphe d'Eros, voor vierstemmig mannenkoor a capella - tekst: Albert Giraud
- 1947 Ceux de la citadelle, voor gemengd koor, 2 recitanten en strijkorkest - tekst: Camille Fabry
- 1951 Nocturne, voor vierstemmig mannenkoor a capella - tekst: Paul Verlaine
- 1951 Pâques, voor vierstemmig mannenkoor a capella - tekst: Félix Bodson
- 1956 Chansons populaires françaises, voor sopraan, gemengd koor en orkest
- 1983 Eveil, voor driestemmig vrouwenkoor en gitaar ad libitum - tekst: Marcel Sébille
- 1985 Dis, Maman, voor gemengd koor - tekst: Maurice Carême
- 1985 Petite pluie d'été, voor gemengd koor a capella - tekst: Maurice Carême
- 1985 Grand mere, voor vierstemmig mannenkoor - tekst: Maurice Carême
- 1987 Confidence matinale, voor gemengd koor a capella - tekst: Marcel Sébille
- 1987 Reflets d'enfance, voor gemengd koor a capella - tekst: Marcel Sébille
- 1987 Une étoile qui sourit, voor gemengd koor a capella - tekst: Marcel Sébille
- L'Etoile de l'amour, voor mannenkoor a capella - tekst: J. Bonhomme
- Marchons Gaiment, voor kinderkoor
- Noël des petits pauvres, voor kinderkoor

### Vocale muziek
- 1927 Spleen, voor zangstem en piano
- 1928 Le petit chat, voor sopraan en piano - tekst: Georges Barzin
- 1929 Chante, voor hoge stem en orkest - tekst: Georges Rensonnet
- 1929 Il pleure dans mon cœur, voor sopraan (of tenor) en orkest - tekst: Paul Verlaine
- 1929 L'oiseau bleu, voor zangstem en orkest - tekst: Alphonse Daudet
- 1927 L'infidèle, voor lage stem en piano - tekst: Maurice Maeterlinck
- 1933 Regret, voor sopraan of tenor en orkest
- 1934 Mon amour est un soleil, voor sopraan en piano
- 1938 Le subterfuge improvisé, voor solisten en orkest
- 1939 Be Pretimps d'amour - Poème lyrique Wallon, voor sopraan, gemengd koor en orkest - tekst: Andrée Sougnez
- 1941 Barque d'or, voor sopraan of tenor en piano
- 1943 Funambulesque, voor bariton en orkest
- 1944 Ceux qui pieusement..., voor sopraan of tenor en piano
- 1945 Ta première larme, voor sopraan of tenor en orkest - tekst: Armand Sylvestre
- 1946 Ceux qui pieusement..., voor sopraan of tenor en piano - tekst: Victor Hugo
- 1950 Ma soeur la pluie, voor hoge stem en orkest - tekst: Charles Van Lerberghe
- 1956 Et voici que mes mains, voor zangstem en piano - tekst: Armand Bernier
- 1956 L'enfant et l'oiseau, voor sopraan of tenor en piano tekst: Armand Bernier
- 1965 La grasse matinée, voor mezzosopraan en piano
- 1973 Deux mélodies de Maurice Carême, voor middenstem en piano
- 1981 Quatre poèmes de Robert-Lucien Geeraert, voor middenstem en piano
- 1986 Trois chansons enfantines, voor sopraan, klarinet en piano
- Chansons enfantines, voor sopraan, klarinet en piano
- J'ai mon paradis, voor zangstem en piano - tekst: van de componist
- Le ruisseau, voor sopraan en piano - tekst: Maurice Bouchoms
- Mon petit prince, voor zangstem en piano
- Nocturne, voor zangstem en piano - tekst: André Theuriet
- Obsession, voor zangstem en piano - tekst: van de componist
- Rendez-vous avec la mort'', voor zangstem en piano - tekst: van de componist
- Si l'on Gardait, voor zangstem en piano - tekst: Charles Vildrac
- Soir, voor sopraan of tenor en piano - tekst: Albert Samain

### Kamermuziek
- 1930 Le violoneux savant, voor viool en piano
- 1934 Quatuorà cordes n°1 en sol majeur (C groot), voor strijkkwartet
- 1935 Poème romantique, voor klarinet en piano
- 1940 Burlesque, voor dwarsfluit, hobo, klarinet, hoorn of trompet en fagot
- 1946 Mélopée et danse, voor altsaxofoon, hobo, dwarsfluit, klarinet en fagot
- 1946 Trio, voor hobo, klarinet en fagot
- 1950 Les caprices de ma poupée, voor dwarsfluit, hobo, klarinet en fagot
- 1950 Quatuorà cordes n°2, voor strijkkwartet
- 1956 Duo, voor klarinet en fagot
- 1956 Impromptu, voor viool en piano
- 1956 Kleine suite in oude stijl, voor klokkenspel met piano
- 1956 Quatre petites pièces, voor trompet en trombone
- 1957 Petite suite en forme de variations, voor houtblazers
- 1961 Sonatine, voor klarinet en piano
- 1967 Prélude et allegro, voor klarinet met pianobegeleiding
- 1972 Petit quatuor, voor viool, altsax, piano en slagwerk
- 1977 Impromptu, voor altviool en piano
- 1978 Cinq caractères, voor viool en altviool
- 1978 Improvisation et fugato, voor viool (of altviool, of cello, of contrabas) en piano
- 1987 Dialogue, voor saxofoons en geluidsband
- Arpeges en Conge, voor dwarsfluit en piano
- Bagatelles, voor dwarsfluit, hobo en klarinet
- Blazerskwintet
- Gammes en vacances, voor trompet in C en piano
- Les appels du Muezzin et Scherzo, voor altsaxofoon en orgel
- Mouvement perpetuel, voor saxofoonkwartet
- Pièce en forme de danses, voor klarinet en fagot

### Werken voor piano
- 1934 Sonate
- 1941 Variations en si mineur (b klein)
- 1950 Les caprices de ma poupée (ook voor twee piano's)
- 1952 Berceuse
- 1958 Sonatine
- 1980 Toccata
- Intermezzo
- Sonatine facile
- Suite "Souvenir"
  1. très lent
  2. vif et joyeux
  3. très modéré
  4. berceuse
  5. galop

### Werken voor beiaard
- 1956 Petite suite dans le style ancien

### Werken voor harp
- 1965 Petite suite, voor harpenkwartet
- 1971 Mini-Danse
- 1976 Sonatine-minute
- Farandole
- Rengaine

### Werken voor gitaar
- 1972 Thème et trois variations
- 1974 Bord de mer

### Filmmuziek
- 1945 Spa, ville d'eaux Belge, documentaire film van de gebroeders Paul en Jean Pichonnier